# مایکل مینا
مایکل مینا (انگلیسی: Michael Mina؛ زادهٔ ۱۹۶۹) رستوران‌دار، سرآشپز و مؤلف مصری‌تبار اهل ایالات متحده آمریکا است. او بنیانگذار گروه مینا، یک شرکت مدیریت رستوران است که بیش از ۴۰ رستوران در سراسر جهان را اداره می‌کند. وی همچنین سرآشپز ارشد دو رستوران تک‌ستاره به نام خودش در شهرهای سان فرانسیسکو و لاس وگاس ولی است. او نخستین کتاب آشپزی خود را در سال ۲۰۰۶ نوشت و در برنامه‌های تلویزیونی زیادی حضور داشته‌است.